# Muracciole
Muracciole település Franciaországban, Haute-Corse megyében. Lakosainak száma 34 fő (2022. január 1.). Muracciole Noceta, Ghisoni, Venaco, Vezzani és Vivario községekkel határos.

## Népesség
A település népességének változása:
| Lakosok száma | 96   | 71   | 40   | 43   | 45   | 36   | 34   | 34   | 34   | 34   |
|               | 1968 | 1982 | 1990 | 2006 | 2011 | 2016 | 2017 | 2019 | 2020 | 2022 |